# Морозовський Олександр
Морозовський Олександр (? - †?) - український військовий діяч, генерал Армії УНР.

## Біографія
Керівник ресорту Міністерства внутрішніх справ УНР. Восени 1923 р. планував скликати Міжпартійну конференцію української еміграції з широким представництвом усіх напрямків, від українських комуністів до монархістів, з метою обговорення найважливіших державних, політичних і соціальних питань (створення еміграційного репрезентативного органу, земельне питання, пріоритет нації і держави понад усе). 
У 1923-1924 рр. Ю.Тютюнник закликав О. Морозовського та його прибічників до повернення в УСРР та до дискредитації Головного Отамана військ УНР С. Петлюри.